# 非脱力派宣言
『非脱力派宣言』（ひ だつりょくはせんげん）は、PUFFYのベスト・アルバム。2016年4月6日にワーナーミュージック・ジャパンより発売された。

## 概要
PUFFYデビュー20周年を記念したベストアルバム。
ワーナーミュージックジャパンへ移籍後、今作が最初のアルバムとなる。ソニーミュージック在籍時代（エピックレコードジャパン〜キューンミュージック）から現レーベルの全シングル曲まで、レーベルの垣根を越えた初のオールタイム・ベストアルバム。
タイトルには「20年、だらだらしてるなどと言われ続けて来たが、私たちは力を抜いていた時は一度も無い」という意思を明らかにしたいという意味が込められている。ずっと温めてきたタイトル案だったとのことで、似たようなタイトル『非実力派宣言』を1989年にリリースした森高千里本人からも直接承諾をもらったという。

## 収録曲
- ※ は、アルバム初収録曲。
- ※※ は、初CD化曲。

### Disc.1
1. アジアの純真 [4:20]
作詞：井上陽水 / 作曲：奥田民生
  - 1stシングル。シングルバージョンでない。
2. これが私の生きる道 [3:20]
作詞・作曲：奥田民生
  - 2ndシングル。
3. サーキットの娘 [3:25]
作詞・作曲：奥田民生
  - 3rdシングル。
4. 渚にまつわるエトセトラ [3:56]
作詞：井上陽水 / 作曲：奥田民生
  - 4thシングル。
5. MOTHER [3:40]
作詞・作曲：奥田民生
  - 5thシングル。
6. 愛のしるし [2:46]
作詞・作曲：草野正宗
  - 6thシングル。
7. たららん [4:20]
作詞:PUFFY、奥田民生 / 作曲：Andy Sturmer
  - 7thシングル。
8. 日曜日の娘 [3:36]
作詞・作曲：奥田民生
  - 9thシングル。
9. 夢のために [3:10]
作詞・作曲：奥田民生
  - 10thシングル。
10. 海へと [3:11]
作詞・作曲：奥田民生
  - 11thシングル。
11. ブギウギNo.5 [4:11]
作詞・作曲：奥田民生
  - 12thシングル。
12. あたらしい日々 [3:34]
作詞：PUFFY / 作曲：Andy Sturmer
  - 13thシングル。
13. 青い涙 [2:38]
作詞・作曲：三田二郎
  - 14thシングル。
14. 赤いブランコ [3:50]
作詞：PUFFY / 作曲：Andy Sturmer
  - 16thシングル。
15. SUNRISE [3:58]
作詞:PUFFY・作曲:Andy Sturmer
  - 17thシングル。
16. はじまりのうた [4:24]
作詞：PUFFY / 作曲：Andy Sturmer、Bleu
  - 18thシングル。
17. モグラライク [3:17]
作詞・作曲：奥田民生
  - 20thシングル。

### Disc.2
1. boom boom beat [3:20]
作詞：PUFFY / 作曲：Anders Hellgren & David Myhr
  - 23rdシングル。
2. オリエンタル・ダイヤモンド [4:05]
作詞：井上陽水 / 作曲：奥田民生
  - 24thシングル。
3. くちびるモーション [4:06]
作詞・作曲：吉井和哉
  - 24thシングル。
4. All Because Of You [2:27]
作詞・作曲：Butch Walker and Avril Lavigne
  - 25thシングル。
5. マイストーリー [3:44]
作詞：PUFFY / 作曲：Anders Hellgren & David Myhr
  - 26thシングル。
6. 日和姫 [3:05]
作詞・作曲：椎名林檎
  - 27thシングル。
7. 誰かが [4:25]
作詞・作曲：チバユウスケ
  - 28thシングル。
8. ハッピーバースデイ [4:20]
作詞：PUFFY / 作曲：David Myhr、Peter Kvint
  - 30thシングル。
9. トモダチのわお! ※ [4:44]
作詞：PUFFY、石野卓球 / 作曲：石野卓球
  - 32ndシングル。
10. 脱ディストピア ※ [4:05]
作詞：PUFFY / 作曲：石原理酉
  - 33rdシングル。
11. my journal ※ [3:22]
作詞：大貫亜美 / 作曲・編曲：LOW IQ 01
  - 33rdシングル。
12. 秘密のギミーキャット 〜うふふ 本当よ〜 ※※ [3:32]
作詞：ROLLY / 作曲：RUI & ROLLY
  - 配信限定シングル。
13. パフィピポ山 ※ [3:43]
作詞：前山田健一 / 作曲：PandaBoY
  - 34thシングル。
14. COLORFUL WAVE SURFERS ※ [3:40]
作詞：PUFFY / 作曲：オカモトコウキ
  - 34thシングル。
15. COCO Hawaii ※ [3:48]
作詞：大貫亜美 / 作曲：オカモトコウキ
  - 34thシングル。
16. 涙を探して [4:38]
作詞：鈴木圭介 / 作曲：鈴木圭介
  - TBS系『噂の!東京マガジン』エンディングテーマ
  - 完全未発表による新曲。
17. 抱きたきゃ抱けばEじゃNIGHT☆ [1:21]
作詞：久保みねヒャダ / 作曲：前山田健一
  - 完全未発表による新曲。